# Zbytki (województwo zachodniopomorskie)
Zbytki – mała osada w Polsce położona w województwie zachodniopomorskim, w powiecie świdwińskim, w gminie Rąbino.
W latach 1975–1998 wieś należała do woj. koszalińskiego.
Inne miejscowości o nazwie Zbytki: Zbytki